# Orlando d'Aragon
Orlando d'Aragon ou Roland d'Aragon (vers 1296 - 1361, Caltanissetta) est le fils illégitime du roi Frédéric II de Sicile et de sa maîtresse Sybille Sormella. Il fut gouverneur de Palerme en 1343, Stratigoto de Messine en 1345 et ambassadeur du royaume de Sicile en Sardaigne en 1353. Le roi Frédéric III de Sicile le nomme 1er baron d'Avola.

## Biographie
Orlando d'Aragon naît aux alentours de 1296. Il est le second fils illégitime du roi Frédéric II de Sicile (1272-1337) et de sa maîtresse Sybille Sormella. L'aîné des enfants naturels de Frédéric II et de Sybille est Alphonse Frédéric d'Aragon. Orlando reste dans l'ombre pendant le règne de son père mais se fait connaître en 1339, lors de la bataille de Lipari, soit deux ans après la mort de ce dernier. En effet, les Angevins de Naples, envoyés par le roi Robert Ier de Naples et commandés par Goffredo Marzano, comte de Squillace, tentent de s'emparer de l'île de Lipari alors aux mains des Aragonais de Sicile. Le roi de Sicile, Pierre II de Sicile envoie alors une flotte de guerre pour reprendre l'île. À la tête de celle-ci, il met les principaux chefs et princes du royaume : Giovanni le jeune Chiaromonte, comte de Modica, et ses deux frères, Jean d'Aragon, duc d'Athènes et Orlando d'Aragon. L'expédition est un échec, le roi de Naples conserve Lipari et tous les chefs de la flotte sont faits prisonniers. Ils doivent donc s’acquitter d'une rançon. Pour ce faire, Giovanni Chiaromonte doit vendre une partie de ses terres à son oncle et sa femme doit faire pression sur la cour de Naples, la rançon de Jean d'Aragon est quant à elle payée grâce à son frère le roi Pierre II de Sicile. Malheureusement pour Orlando, le roi de Sicile refuse de payer sa rançon et il reste donc prisonnier du roi de Naples,. C'est finalement une riche veuve vivant à Messine et originaire de Sienne, Camiola Turinga, qui paya la rançon d'Orlando qui, en échange, lui avait promis sa main. Pourtant, à son retour en Sicile, il la traita avec une extrême ingratitude et refusa de l'épouser,.
Durant la minorité de son neveu Louis Ier de Sicile, Orlando d'Aragon obtient les charges de gouverneur de Palerme en 1343 et de Stratigoto de Messine en 1345. Il réussit à obtenir ces charges civiles et militaires grâce à son appui à la politique de son frère, le régent Jean d'Aragon.
À la suite de la mort de son frère Jean, il gagna encore de l'importance et il fut ambassadeur du royaume de Sicile en Sardaigne en 1353 pour demander de l'aide à Pierre IV, roi d'Aragon. Orlando reste ensuite aux côtés de la reine Élisabeth de Carinthie puis de son fils, le roi Frédéric III de Sicile. Ce dernier songea à le nommer vicaire des duchés d'Athènes et de Néopatrie sans y donner suite. Il se distingue ensuite durant la bataille d'Aci et durant la défense de la ville de Messine contre les Angevins de Naples. Il participe ensuite à la reconquête de Vizzini et d'Avola en 1358. Pour ces services, le roi le nomme 1er baron d'Avola.
Orlando d'Aragon meurt au printemps 1361 à Caltanissetta durant un affrontement opposant le roi de Sicile, qu'il soutenait, contre Federico Chiaramonte et Francesco Vintimille.

## Descendance
Orlando d'Aragon a eu quatre enfants avec Maria de Stromoncourt :
- Alfonso d'Aragon, 2e baron d'Avola.
- Federico d'Aragon, 3e baron d'Avola.
- Juan d'Aragon (né vers 1320), 4e baron d'Avola. Il eut lui-même pour fille Beatrice d'Aragón-Avola qui épousa Guillermo d'Aragon, comte de Malte[6]. Parmi ses autres descendants directs, on compte aussi Beatrice d'Aragona y Cruillas qui fut l'épouse du Vice-Roi de Sicile, Carlo d'Aragona Tagliavia (1530-1599).
- Sybilla